# Чаар-Таш
Чаар-Таш (кирг. Чаар-Таш) — село в Токтогульском районе Джалал-Абадской области Кыргызстана. Входит в состав Аралбаевского айылного аймака.

## География
Село расположено в северо-восточной части области, на правом берегу реки Толук, на расстоянии приблизительно 54 километров (по прямой) к востоку от города Токтогула, административного центра района.

## Население
Согласно оценочным данным Национального статистического комитета Кыргызской Республики, численность населения села на начало 2023 года составляла 444 человека.
| год     | 2009 | 2014 | 2015 | 2020 | 2021 | 2023 |
| ------- | ---- | ---- | ---- | ---- | ---- | ---- |
| человек | 656  | 558  | 540  | 575  | 579  | 444  |